# MG74
MG74（Maschinengewehr 74）は、オーストリアで開発された汎用機関銃である。かつてナチス・ドイツで開発されたMG42機関銃に改良を加えたもので、1974年にオーストリア連邦軍の制式機関銃として採用された。

## 歴史
第二次世界大戦終結後、オーストリア共和国は1955年5月15日に完全な独立を回復し、この際に新たな国軍としてオーストリア連邦軍が設立された。当時、連邦軍は進駐していたアメリカ軍から払い下げられた旧式装備品で武装していた。
1960年、連邦軍の主力機関銃だったブローニングM1919がMG42/59（7.62mm仕様のMG42, MG3の前身）に更新された。その後、連邦軍兵器技術局（Amt für Wehrtechnik）ではMG42/59機関銃を更新するべく、同機関銃を製造していたシュタイヤー社およびベレッタ社と協同で新型軍用機関銃の開発に着手した。
新型機関銃の設計は1974年に完了し、MG74の名称でオーストリア連邦軍に採用された。従来のMG42と比較して、MG74は銃身の寿命延長と照準精度の向上を実現するべく発射速度が落とされており、軽量化も図られていたほか、様々な目的に転用できるように各種の銃架と照準器が設計された。オーストリア連邦軍の小銃分隊（Jägergruppe）においては、二名の兵が機関銃班（MG-Trupp）としてMG74を担任する。

## MG42との差異
- 7.62x51mm NATO弾の採用。
- 銃身の寿命延長と照準精度の向上を目的に、発射速度が 1,200発/分から850発/分に落とされている。
- 発射速度は遊底を交換することで、必要に応じて変更することができる。
- 銃床やグリップが近代的な樹脂製のものに変更されている。
- 調整可能なリアサイト（水平35°、垂直15°）。対空照準器も取り付けることができる。
- 単発射撃も可能にする、ウィンタートリガーを装備可。